# Bildsamkeit

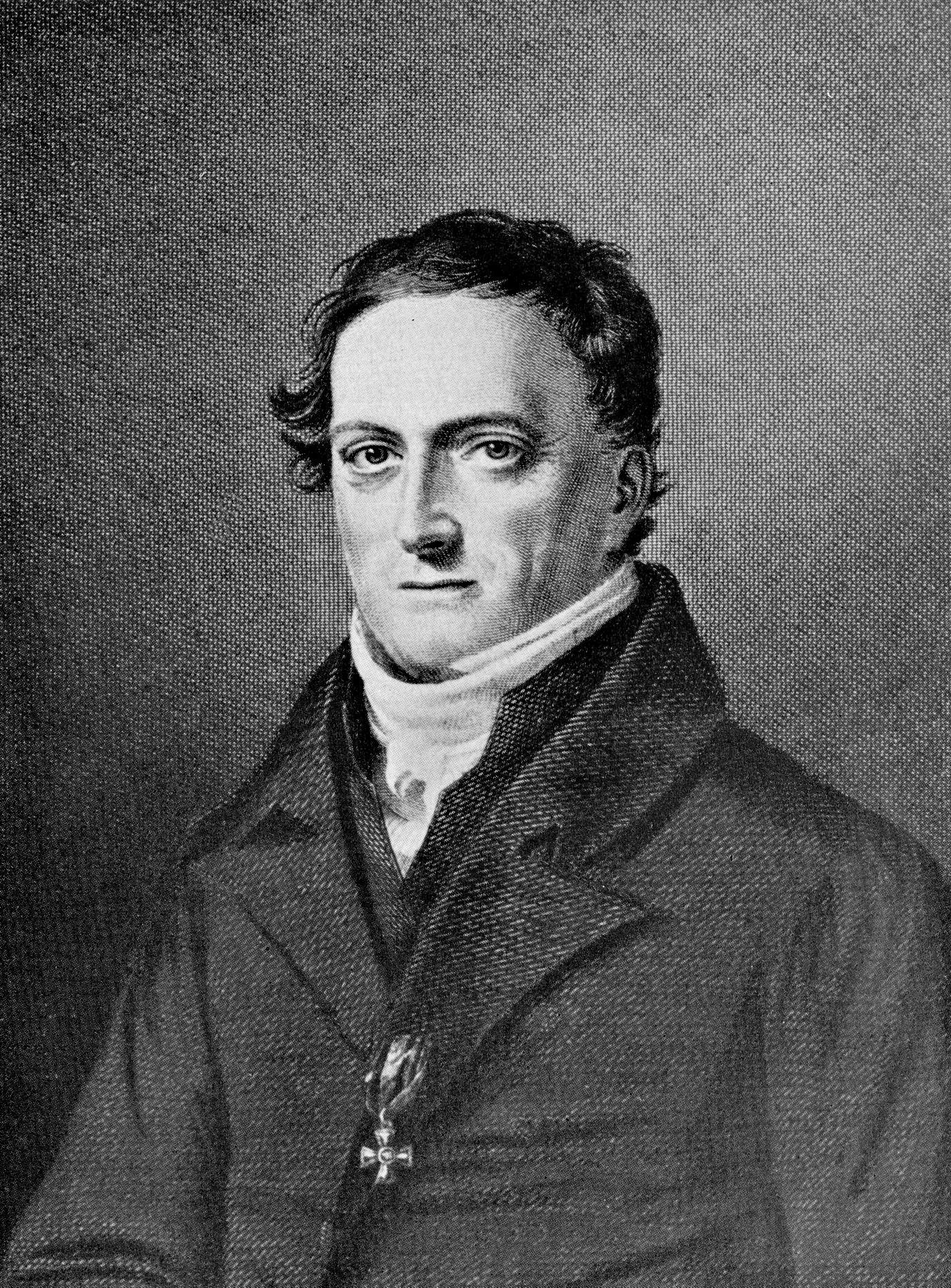
Johann Friedrich Herbart; Kupferstich von Konrad Geyer (1816–1893)

Als Bildsamkeit bezeichnet man die dem Menschen zugeschriebene Fähigkeit, Fähigkeiten zu entwickeln, zu lernen und sich mit edukativer Unterstützung sowie in Wechselwirkungen mit der Welt zu bilden.

## Begriffsgeschichte
Der Begriff weist der Sache nach weit in die Geschichte zurück und wird schon im antiken Mythos (z. B. in der Theogonie des Hesiod) als Besonderheit des Menschen angesprochen, der nicht von Natur aus fertigt ist, sondern seine Fähigkeiten und Begabungen selbst entwickeln muss. Rousseau spricht diese Fähigkeit in besonderer Weise schon Kindern und Heranwachsenden zu und erkennt in ihr eine Voraussetzung der Erziehung. Der Begriff Bildsamkeit wird im Deutschen Idealismus sowie bei den klassischen, romantischen und aufklärerischen Dichtern verwendet. Von den Klassikern der Pädagogik wurde er in der ersten Hälfte des 19. Jahrhunderts zur Beschreibung der Möglichkeit aufgenommen, auf Heranwachsende pädagogisch einzuwirken und Bildungsprozesse zu unterstützen. Johann Friedrich Herbart erhob den Terminus „Bildsamkeit“ zum Grundbegriff der Pädagogik. In pädagogischen Kontexten meint er nicht nur die Fähigkeit zu Lernen im Sinne von Bildbarkeit, sondern ist ein Grundbegriff pädagogischer Interaktion.